# 懷特霍爾 (紐約州村)
懷特霍爾（英語：Whitehall）是位於美國紐約州華盛頓縣的村。

## 人口
根據2020年美國人口普查的數據，懷特霍爾的面積為17.59平方千米，當中陸地面積為14.61平方千米，而水域面積為2.98平方千米。當地共有人口2465人，而人口密度為每平方千米140人。